# Vitbukig dvärgtyrann
Vitbukig dvärgtyrann (Phyllomyias sclateri) är en fågel i familjen tyranner inom ordningen tättingar.

## Utseende och läte
Vitbukig dvärgtyrann är en liten och långstjärtad tyrann. Undersidan är ljus, ovansidan färglöst olivgrön med grått huvud och gula kanter på ving- och stjärtpennor. Noterbart är även ett vitt vingband och vitt ögonbrynsstreck. Fågeln är ljusare och mer färglös än liknande arter som beigebandad dvärgtyrann. Sången består av serier med grodlika ljud, uppblandade med vassa "tlit".

## Utbredning och systematik
Vitbukig dvärgtyrann delas in i två underarter:
- Phyllomyias sclateri subtropicalis – förekommer i Andernas östsluttning i sydöstra Peru (Cusco och Puno)
- Phyllomyias sclateri sclateri – förekommer vid foten av Anderna i Bolivia och nordvästra Argentina (södra till Tucumán)

## Levnadssätt
Vitbukig dvärgtyrann hittas i bergsskogar på medelhög höjd. Där ses den födosöka i skogens mellersta och övre skikt. Sittande fågel har en rätt vågrät ställning.

## Status och hot
Arten har ett stort utbredningsområde, men tros minska i antal, dock inte tillräckligt kraftigt för att den ska betraktas som hotad. Internationella naturvårdsunionen IUCN listar arten som livskraftig (LC).

## Namn
Fågelns vetenskapliga artnamn hedrar Philip Lutley Sclater (1829–1913), engelsk ornitolog och samlare av specimen.